# Giuseppe Fierino Lucchini

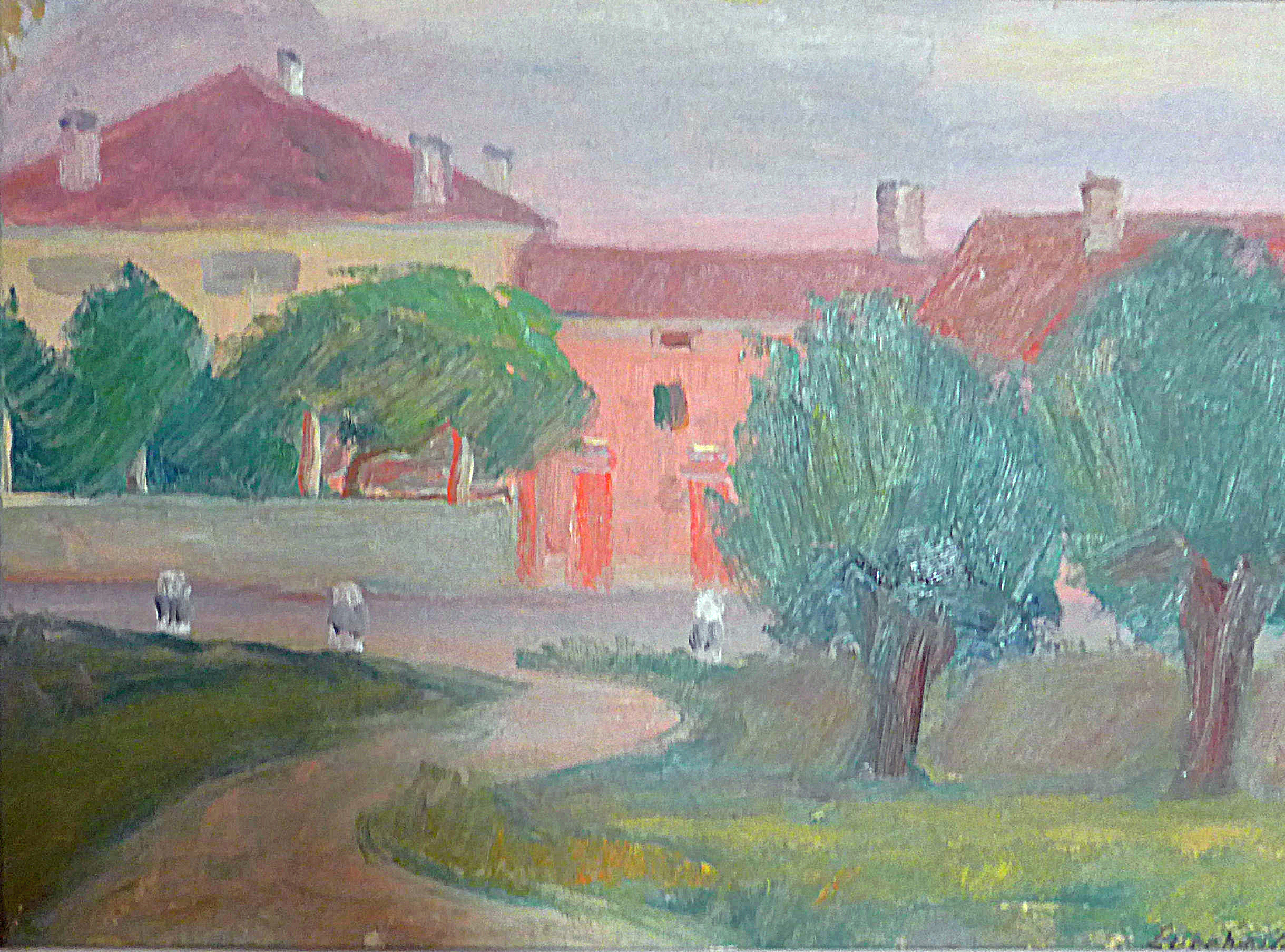
La dogana, Civica raccolta d'arte Medole.

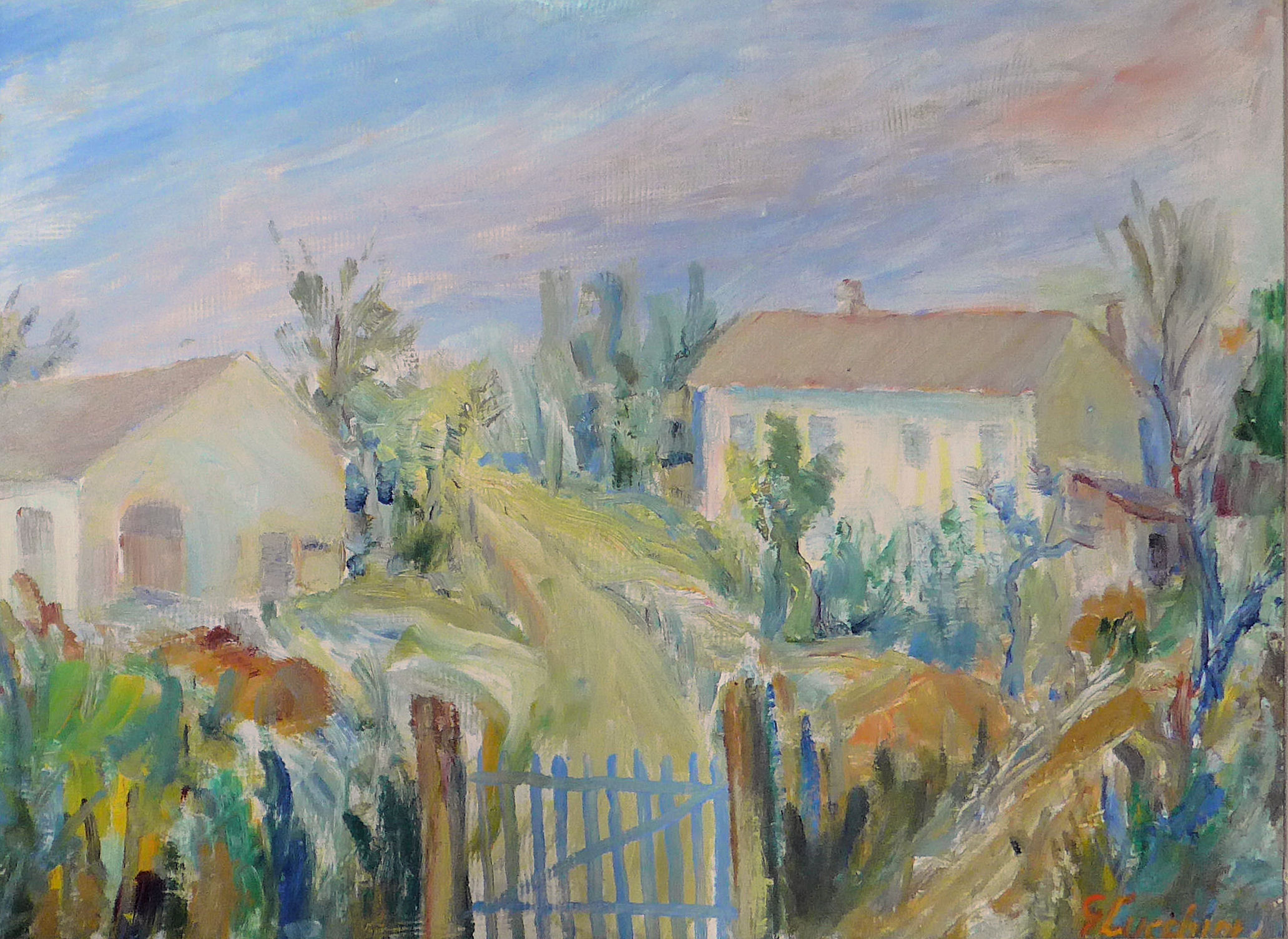
Il cancello azzurro, Civica raccolta d'arte Medole

Giuseppe Fierino Lucchini (San Giorgio di Mantova, 22 gennaio 1907 – Casalmaggiore, 16 febbraio 2001) è stato un pittore italiano.

## Biografia
Nato a Stradella di San Giorgio di Mantova, dopo la fine della guerra si trasferisce con la famiglia a Goito, dove il padre aveva acquistato un fondo agricolo.
Incoraggiato dal padre, nel 1922 si iscrive all'Istituto superiore per le industrie artistiche di Monza dove conosce gli altri mantovani Oreste Marini, Ezio Mutti ed Ermanno Pittigliani.
Nel 1927, terminati gli studi a Monza, si trasferisce a Verona dove frequenta l'Accademia Cignaroli e conosce Giulio Perina. 
L'anno successivo è a Roma per il servizio militare.
Congedato nel 1929 fa ritorno a Goito, ma poi, a causa della grave crisi economica, è costretto ad emigrare a Milano, ospite di Pittigliani.
Durante un periodo di soggiorno milanese si avvicina alla corrente futurista, conosce Marinetti, Munari e Depero. Per sopravvivere si dedica a lavori di bozzettistica pubblicitaria.
Stanco delle privazioni milanesi, nel 1937 fa ritorno a Goito. Tornato nella terra natale si dedica alla pittura naturalistica, frequentando il gruppo dei "chiaristi mantovani" di Bergonzoni, Facciotto, Perina e Malerba.
Nel 1938 sposa la conterranea Ernesta Corridori dalla quale avrà due figli: Giorgio e Laura. Grazie al diploma conseguito a Monza può dedicarsi all'insegnamento. Continua intanto ad esporre nelle mostre d'arte del mantovano.
Nel 1942 è richiamato alle armi; dopo l'8 settembre 1943 diserta rimanendo nascosto nella sua casa. Diventa perfino amico di un ufficiale tedesco, Peter von de Locht, che ne apprezza l'arte.
Dopo la guerra riprende subito a dipingere e a partecipare a mostre; nel 1946 vince il primo premio al concorso sul “Paesaggio Mantovano”: riprende anche a insegnare e riesce a realizzare la sua idea di una scuola di indirizzo agrario a Goito.
Nel 1957 diventa titolare di cattedra in una scuola di Mantova e vi trasferisce la residenza: finirà di insegnare solo nel 1975 col suo pensionamento.
Nel 1973 ritorna ad esporre le sue opere;  partecipa alla mostra dei “Paesaggisti mantovani 1900-1950″ a Palazzo Te nel 1979, prende parte alle varie edizioni della rassegna “Dal Mincio al Naviglio e ritorno- 1900-1950″ a Gazoldo degli Ippoliti (1982 e 1983). È presente anche ad altre esposizioni a Palazzo Bagatti Valsecchi di Milano, a Virgilio, e nelle principali gallerie di Mantova e provincia, fino alla sua personale antologica di Gazoldo degli Ippoliti nel 1983.

## Opere
- La dogana, olio su cartone,  Civica raccolta d'arte Medole
- Il cancello azzurro, olio su masonite, Civica raccolta d'arte Medole